# IC 3636
IC 3636 је двојна звијезда у сазвјежђу Береникина коса која се налази на листи објеката дубоког неба у Индекс каталогу.
Деклинација објекта је + 22° 4' 31" а ректасцензија 12h 40m 15,4s.